# Македонски Абецедар
Абецедар је књига штампана у Атини 1925. године на словенским говорима северне Грчке. Циљ издавања ове књиге је образовање словенског становништва у Егејској (Беломорској) Македонији.
Помоћу „Абецедара“ је направљен велики корак за остварење тог циља, али нажалост на веома кратак период. „Абецедар“ је убрзо био укинут од стране грчке владе а тиме је била изгубљена једина веза македонског народа са својим језиком све до 2006. године. У 2006. години дозвољено је поновно издање „Абецедара“ на македонском језику, који је штампан у Солуну. Друго издање „Абецедара“ оживело је македонски језик у Егејској Македонији. Штампање ове књиге омогућила је партија Македонаца у Грчкој „Виножито“. Друго издање укључује прву и другу верзију „Абецедара“ и неколико података о његовој историји.